# Радван (Свентокшиське воєводство)
Радван (пол. Radwan) — село в Польщі, у гміні Іваніська Опатовського повіту Свентокшиського воєводства.
Населення — 225 осіб (2011).
У 1975-1998 роках село належало до Тарнобжезького воєводства.

## Демографія
Демографічна структура на день 31 березня 2011 року:
|          | Загалом | Допрацездатний вік | Працездатний вік | Постпрацездатний вік |
| -------- | ------- | ------------------ | ---------------- | -------------------- |
| Чоловіки | 116     | 26                 | 80               | 10                   |
| Жінки    | 109     | 25                 | 53               | 31                   |
| Разом    | 225     | 51                 | 133              | 41                   |